# Schema fundatum
Schema fundatum är en tvåvingeart som först beskrevs av Collin 1949.  Schema fundatum ingår i släktet Schema och familjen vattenflugor.
Artens utbredningsområde är Egypten. Inga underarter finns listade i Catalogue of Life.